# پل طالشان
پل طالشان در جاده لاکان رشت واقع است که امروزه جزو  شهر محسوب می‌شود و ساختمان اصلی دانشگاه آزاد اسلامی واحد رشت در آنجا واقع است. در کنار آن محله پل طالشان قرار دارد که اکثر ساکنین آن به زبانهای تالشی  و  کردی  و تاتی وگیلکی و در قسمت کوچکی از آن به زبان ترکی صحبت میکنند. این محله دارای مرکز بهداشت و مسجد و حسینیه سید احمد معراجی  و حضرت ابوالفضل العباس می‌باشد . از خیابانهای اصلی این محله می توان به خیابان شهید حسن زاده . شهید فتحی و شهید آزرون اشاره نمود . ساخت و ساز در این محل از رشد خوبی برخوردار است .  